# Liste der Kulturdenkmäler in Wonsheim
In der Liste der Kulturdenkmäler in Wonsheim sind alle Kulturdenkmäler der rheinland-pfälzischen Ortsgemeinde Wonsheim aufgeführt. Grundlage ist die Denkmalliste des Landes Rheinland-Pfalz (Stand: 25. März 2025).

## Einzeldenkmäler
| Bezeichnung                     | Lage                                                                | Baujahr                     | Beschreibung | Bild            |
| ------------------------------- | ------------------------------------------------------------------- | --------------------------- | --- | --------------- |
| Evangelische Kirche             | Kirchgasse 2 Lage                                                   | Anfang des 13. Jahrhunderts | ehemals St. Lambert; romanischer Chorturm, Wormser Schule, Anfang des 13. Jahrhunderts, gotische Veränderungen, Aufstockung 1838; spätbarockes Langhaus, 1754                                             | Fotos hochladen |
| Hofanlage                       | Kirchgasse 4 Lage                                                   | um 1600                     | Hofanlage; Wohnhaus, im Kern um 1600, bezeichnet 1568, im 19. Jahrhundert überformt, bezeichnet 1805 und 1811                                                                                             | BW              |
| Wohnhaus                        | Obergasse 10 Lage                                                   | 1777                        | barockes Fachwerkhaus, teilweise massiv, bezeichnet 1777 | BW              |
| Kriegerdenkmal                  | Schillingspforte, auf dem Friedhof Lage                             | 1920er Jahre                | Kriegerdenkmal 1914/18, 1920er Jahre, nach 1945 ergänzt | BW              |
| Hofanlage                       | Schmittpforte 2 Lage                                                | 1601                        | Hofanlage; Putzbau, bezeichnet 1601, barocke Überformung im 18. Jahrhundert | BW              |
| Hofanlage                       | Schmittpforte 14 Lage                                               | 1893                        | Hofanlage mit Bruchsteinbauten; spätgründerzeitliches Wohnhaus, 1893 | BW              |
| Hofanlage                       | Schulstraße 2 Lage                                                  | Anfang des 19. Jahrhunderts | Vierseithof; nachbarocker Krüppelwalmdachbau, wohl vom Anfang des 19. Jahrhunderts, Nebengebäude um 1840/50                                                                                               | BW              |
| Hofanlage                       | Schulstraße 6 Lage                                                  | 16. Jahrhundert             | Hofanlage, im Kern wohl aus dem 16. Jahrhundert; Wohnhaus, teilweise mit Zierfachwerk, barocke Überformung, bezeichnet 1776                                                                               | BW              |
| Wirtshausschild                 | Schulstraße, an Nr. 7 Lage                                          |                             | Wirtshausschild, Schmiedeeisen | BW              |
| Wappenstein                     | Sieferheimer Straße, an Nr. 3 Lage                                  | 1708                        | Wild- und rheingräfliches Wappen, bezeichnet 1708 | BW              |
| Katholische Heilig-Kreuz-Kirche | Theodor-Lutz-Straße 1 Lage                                          | 1966                        | Zentralbau unter Walmdach mit teilweise verglastem Spitzhelm, 1966 von Diözesan-Baurat Karl Joseph Dicke, Mainz; bauzeitliche Ausstattung                                                                 | BW              |
| Hofanlage                       | Untergasse 4 Lage                                                   | 1762                        | Dreiseithof; barockes Wohnhaus, teilweise mit Zierfachwerk, bezeichnet 1762 und 1769; städtebaulich bedeutend                                                                                             | BW              |
| Rathaus                         | Untergasse 5 Lage                                                   | 1751                        | Rathaus mit ehemaliger katholischer Kapelle; spätbarocker Bau, teilweise Fachwerk, bezeichnet 1751, im Kern eventuell älter                                                                               | BW              |
| Hofanlage                       | Untergasse 10 Lage                                                  | 1882                        | Vierseithof mit Bruchsteinbauten; spätklassizistischer Sandsteinquaderbau, bezeichnet 1882; bauliche Gesamtanlage; straßenbildprägend                                                                     | BW              |
| Hofanlage                       | Untergasse 15 Lage                                                  | 1760                        | Dreiseithof; barockes Wohnhaus, teilweise mit Zierfachwerk, bezeichnet 1760 | BW              |
| Hofanlage                       | Untergasse 17 Lage                                                  | 1870                        | Hofanlage mit Bruchsteinbauten; gründerzeitliches Wohnhaus, bezeichnet 1870, Ökonomiebauten bezeichnet 1808 und 1819 (Spolien); bauliche Gesamtanlage                                                     | BW              |
| Hofanlage                       | Weihergasse 2 Lage                                                  | 1781                        | Streckhof; eingeschossiger spätbarocker Mansarddachbau, bezeichnet 1781 | BW              |
| Hofanlage                       | Weihergasse 3 Lage                                                  | 17. oder 18. Jahrhundert    | Hofanlage; barockes Fachwerkhaus, teilweise massiv, 17. oder 18. Jahrhundert; weiteres Wohnhaus, erste Hälfte des 19. Jahrhunderts                                                                        | BW              |
| Hofanlage                       | Weihergasse 6 Lage                                                  | 1714                        | Vierseithof mit ehemaliger Hausmetzgerei; Fachwerkwohnhaus, teilweise massiv, mit Torfahrt, bezeichnet 1714, Scheunenkellerabgang bezeichnet 1886, Metzgereizugang bezeichnet 1931; bauliche Gesamtanlage | BW              |
| Wasserbehälter                  | nordwestlich des Ortes an der L 409; Flur Auf dem oberen Mayen Lage | 1927                        | Wasserbehälter; Bossenquadertypenbau, expressionistischer Einfluss, 1927 | BW              |